# Gerardo Branca
Gerardo Branca (Napoli, 1894 – Napoli, 1964) è stato un generale, dirigente sportivo e calciatore italiano.

## Biografia
Gerardo Branca, nacque a Napoli figlio del deputato Ascanio Branca, ministro e generale di campo di Giuseppe Garibaldi. Entrato molto giovane nell'Accademia militare a Roma da bravo sportivo, nel 1912 era nella rosa calcistica di prima squadra della S.P. Lazio con il ruolo di difensore. 
La vita sportiva finì quasi subito, in quanto fu inviato in Libia durante la guerra italo-turca con il grado di sottotenente di cavalleria. La passione per lo sport lo coinvolse anche nel tennis, partecipando nel 1915 a un torneo capitolino. 
Allo scoppio della grande guerra era in servizio come tenente nel 2º reggimento cavalleria Piemonte reale. 
Fu impiegato insieme al suo reparto in diverse battaglie.
A San Piero di Gorizia fra l’8 ed il 13 agosto 1916 si svilupparono numerose azioni di guerra da parte di ambedue gli schieramenti. Branca faceva parte di un gruppo di cinque squadroni e fu esemplare per audacia e determinazione.
La motivazione della sua medaglia d'argento, chiarisce bene il suo valore. Dopo la guerra, divenuto personaggio molto apprezzato nell'alta società romana, diventerà prima reggente insieme ad Olindo Bitetti della Polisportiva S.P. Lazio nel 1925, sostituendo Giorgio Guglielmi, del quale sara' poi anche successore alla presidenza della sezione calcio biancoceleste.
Nel secondo conflitto mondiale combatté valorosamente in Africa con il grado di colonnello, al comando del 1º reggimento cavalleria Nizza, insieme ai tedeschi. Dopo la disfatta in terra africana rientra in Italia. In conseguenza dell'armistizio dell'8 settembre 1943 il suo reggimento fu disarmato dai nazisti nella caserma Morelli Di Popolo in Corso Stupinigi a Torino, per venir destinato ai campi di lavoro in Germania. Ma il piano dei tedeschi fu abilmente sventato e quasi tutti riuscirono a fuggire, conservando anche lo stendardo di reggimento.
Accadde infatti che, verso le 15:00 dell'11 settembre, i dragoni furono radunati per essere inviati ai treni blindati. I tedeschi, ingenuamente, per fare prima, consentirono ai militari italiani di montare sui loro cavalli, che, una volta arrivati alla stazione sarebbero stati confiscati. Uno degli ufficiali italiani prigionieri, durante il tragitto verso lo scalo ferroviario, tentò con successo la fuga e riuscì a nascondersi tra le macerie di una casa bombardata. Fu allora che nella confusione creatasi, i cavalieri caricarono disarmati i sidecars di scorta e poterono darsi alla fuga. Il colonnello Gerardo Branca, guidò i suoi dragoni verso Porta Susa, e la manovra ebbe pieno successo. I tedeschi, presi alla sprovvista, iniziarono a sparare, ma non riuscirono a fermare la fuga. Arrivati a Corso Vittorio dopo uno sfrenato galoppo, i militari del 1º reggimento cavalleria Nizza erano liberi e fieri di aver sconfitto i nazisti. Ci furono purtroppo dei morti fra gli italiani, ma anche fra i tedeschi finiti sotto gli zoccoli dei cavalli a passo di carica. Molti dragoni trovarono rifugio nelle case dei cittadini della zona che aprirono, con grande rischio personale, i loro portoni. Le vicine montagne furono, poi, per la maggior parte di quei ormai ex-militari un rifugio sicuro per cominciare la loro resistenza. Da alcuni storici questa azione è considerata l'ultima carica effettuata dalla cavalleria italiana..
A guerra finita si ritirò a vita privata, fino al giungere della morte avvenuta all'età di 70 anni.

## Palmarès

### Club

#### Competizioni nazionali
- Terza Categoria: 1

Lazio: 1911-1912